# 弗拉德·维科尔

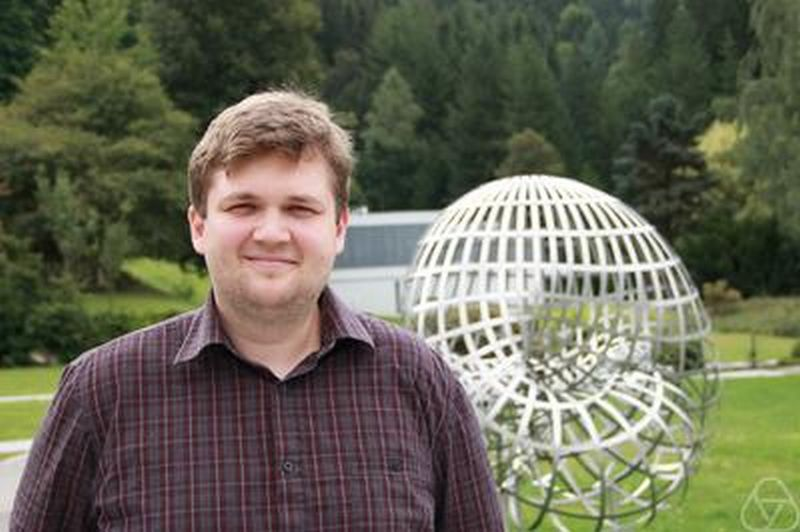
摄于2012年

弗拉德·维科尔（Vlad Vicol）是一位数学家，主要从事偏微分方程领域的研究，尤其专长于流体力学中的偏微分方程问题。现为纽约大学教授。

## 生平
弗拉德·维科尔2005年毕业于德国不来梅雅各布大学。后赴美国南加州大学深造，2010年获博士学位。2010年至2012年间，他曾在芝加哥大学从事博士后研究。2012年起任教于普林斯顿大学。2018年起任教于纽约大学科朗数学研究所。2019年获颁克雷研究奖。